# Görlitzer Kreisbahn Nr. 1031
Der Görlitzer Kreisbahn T 1 war ein Triebwagen der Görlitzer Kreisbahn (Gö.K.B.). Er wurde 1948 von der Deutschen Reichsbahn als VT 135 500 übernommen und 1965 abgestellt. Er ist heute nicht mehr vorhanden.

## Geschichte

### Gö.K.B. 1031 T 1
Dieser Triebwagen ist die letzte Fahrzeugbeschaffung der Görlitzer Kreisbahn und sollte den Betrieb bei geringem Verkehrsaufkommen wirtschaftlich gestalten. Bei der Görlitzer Kreisbahn wurde er als T 1 bezeichnet, von der betriebsführenden Lenz & Co. bekam er die Nummer 1031. Diese Bezeichnung hat sicherlich zu vielen Verwirrungen geführt, denn einer der beiden bei den Pommerschen Landesbahnen verwendete Triebwagen trug ebenso die Nummer 1031, zumal beide Triebwagen nach 1945 bei derselben Bahnlinie, der Bahnstrecke Stralsund–Tribsees liefen.

### VT 135 500
Das Fahrzeug wurde mit der Eisenbahngesellschaft 1948 von der Deutschen Reichsbahn übernommen und als erstes Fahrzeug dieser Konfiguration als VT 135 500 bezeichnet. Zum 1. Januar 1950 war das Fahrzeug im Bahnbetriebswerk Dresden-Pieschen stationiert. Ab 1950 galt der Triebwagen als erstes Stammfahrzeug auf der Bahnstrecke Stralsund–Tribsees. Der Triebwagen führte dort mit einigen Altbautriebwagen den planmäßigen Personenverkehr auf diesen Strecken durch, bis ihn der Einsatz der neuen Reihe VT 2.09 überflüssig machte. Die weiteren Stationierungsdaten waren Barth (1955) und Prenzlau (1960). 1965 wurde der Triebwagen abgestellt, 1968 ausgemustert und verschrottet.

## Konstruktive Merkmale
Der Triebwagen gehörte zu einer Serie von Triebwagen für die Kleinbahnen in Deutschland, von denen die Waggon- und Maschinenbau AG (WUMAG) in Görlitz 1933 die Konstruktion erstellt hatte.
Im Vergleich mit anderen Fahrzeugen von der WUMAG besteht große Ähnlichkeit mit den T 1 und T 2 der Schlawer Kreisbahn. In der Literatur sind der Achsstand für den Görlitzer Kreisbahn Nr. 1031 mit 6.120 mm angegeben, die Angaben auf der Fotografie von dem Archiv der WUMAG geben aber 6.200 mm an. Somit kann von einer Typenreihe aller drei Fahrzeuge ausgegangen werden. Alle diese Fahrzeuge hatten Schiebetüren als Einstiegstüren und einfache Klappfenster. Dieselbe Bauart zeigte schon 1934 ein Triebwagen der WUMAG ohne Zug- und Stoßeinrichtung, auch die T 1 und T 2 der Schlawer Kreisbahn hatten anfangs keine Zug- und Stoßeinrichtung. Der Gö.K.B. T 1 hatte hingegen von Anfang an Kuppelmöglichkeit.
Das Untergestell und das Kastengerippe, das außen mit 1,5 mm starkem Blech verkleidet war, bestanden aus elektrisch verschweißten Baustahlprofilen. Konstruiert waren die Fahrzeuge als Solofahrzeuge. Als Bremse hatte er eine einlösige Bremse der Bauart Knorr, die für einen Beiwagenbetrieb vorgesehen war. Gebremst wurden die Achsen nur einseitig. Gesandet wurde die Antriebsachse. Die Inneneinrichtung unterteilte sich in das Fahrgastabteil und die beiden Führerstände. Sie waren durch Trennwände und Drehtüren voneinander getrennt. Der Fußboden bestand aus Kiefernholz, das mit Linoleum belegt war. Über Klappen im Fußboden konnte die Maschinenanlage gewartet werden. Das Fahrzeug hatte 44 gepolsterte Sitzplätze mit Armlehnen.
Angetrieben wurde das Fahrzeug von einem Sechszylinder-Viertakt-Dieselmotor OM 67 von Mercedes-Benz. Noch vor der Übernahme durch die Deutsche Reichsbahn muss die Antriebsanlage getauscht worden sein, denn dort wurde das Fahrzeug mit einem Antriebsmotor von Horch angegeben. Die Kraftübertragung erfolgte über das Mylius-Getriebe und ein Achswendegetriebe, das mit einer Drehmomentenstütze versehen war. Beheizt war das Fahrzeug über eine Warmwasserheizung, die so ausgelegt war, dass das Innere des Wagens bei −20 °C Außentemperatur auf +20 °C beheizt werden konnte.